# Jean-Anatole Kalala Kaseba
Jean-Anatole Kalala Kaseba (* 25. Januar 1947 in Muala, Demokratische Republik Kongo) ist kongolesischer Geistlicher und emeritierter römisch-katholischer Bischof von Kamina.

## Leben
Jean-Anatole Kalala Kaseba empfing am 25. September 1976 das Sakrament der Priesterweihe. 
Am 22. Januar 1990 ernannte ihn Papst Johannes Paul II. zum Bischof von Kamina. Der Erzbischof von Lubumbashi, Eugène Kabanga Songasonga, spendete ihm am 29. Juni desselben Jahres die Bischofsweihe; Mitkonsekratoren waren sein Amtsvorgänger Barthélémy Malunga und der Bischof von Kongolo, Jérôme Nday Kanyangu Lukundwe.
Papst Franziskus nahm am 3. Dezember 2020 seinen vorzeitigen Rücktritt an.